# Sarcolobus globosus
Sarcolobus globosus es una especie de arbusto de la familia de las apocináceas.

## Distribución y hábitat
Es un arbusto nativo de las regiones tropicales de Asia, incluyendo la India, China, Tailandia, Malasia, Myanmar, Filipinas y de Indonesia.
En la India, la planta es endémica en los bosques de manglares de Bengala Occidental, Orissa, Andhra Pradesh, Sundarbans y las islas Andaman y Nicobar. Las prácticas tradicionales de estas regiones utilizan las hojas y rizomas como medicina; y las semillas son venenosas y se utiliza como cebo para matar a los perros y los animales salvajes.

## Descripción
La planta es un arbusto con ramas glabras robustas, espesas, y carnosas; con raíces gruesas. Las hojas son simples, opuestas, de 3-6x2-4,5 cm, ovadas u oblongas, gruesas y carnosas, agudas u obtusas en el ápice y redondeadas en la base. Inflorescencia cimosa. Flores pequeñas, estrelladas, en cimas axilares corimbosas, de 2-3 mm de ancho; corola violácea, lóbulos pubescentes. Folículos de color marrón, 4-5 cm de ancho, sub-globosos; las semillas son muchas y aplanadas, con cotiledones a menudo grandes.
En los manglares de la India se encuentra a menudo en asociación y trepando con Phoenix paludosa.

## Propiedades
S. globosus es una fuente rica en flavonoides, rotenoides y glucósidos fenólicos. Los rotenoides como tephrosin, 12aalpha-hydroxydeguelin, 11-hydroxytephrosin, 12a-hydroxyrotenone, 12aalpha-hydroxyrotenone, 6aalpha, 12aalpha-12a-hydroxyelliptone, 6a, 12a-dehydrodeguelin y 13-homo-13-oxa-6a, 12a-dehydrodeguelin, villosinol y 6-oxo-6a, se identifican 12a-dehydrodeguelin. Las isoflavonas como barbigerona, genistina y una cromona 6,7-dimetoxi-2 ,3-dihydrochromone fueron identificados. La isoflavona sarcolobona y la sarcolobin rotenoid se aislaron a partir del tallo y son únicos para las especies. Cuatro glucósidos fenólicos incluyendo el ácido vanílico 4-O-beta-D- glucósido se informa, ácido glucosyringico, tachiosida e isotachiosida.

## Usos
S. globosus está catalogada por los EE. UU. Food and Drug Administration (FDA) como planta venenosa. Las semillas son conocidas por ser altamente tóxicos para los mamíferos. Los nativos de Asia lo utilizan ampliamente para matar a los perros y los animales salvajes. Se demostró mata con eficacia a los gatos. El extracto de la planta provoca la inhibición del sistema neuromuscular. Los síntomas de la intoxicación en animales incluyen la orina de sangre y nefrosis.
Medicinales
La planta ha sido utilizada como una hierba medicinal para el tratamiento de reumatismo, el dengue y la fiebre. La planta es conocida por contener barbigerona que está validado por tener una significativa propiedad antioxidante, muy eficaz contra el parásito que infecta la malaria Plasmodium falciparum, y con la lucha contra el cáncer potencial, ya que provoca la apoptosis de células de murinos con cáncer de pulmón.

## Taxonomía
Sarcolobus globosus fue descrita por Nathaniel Wallich y publicado en Asiatic Researches 12: 568, t. 4. 1816.